# Gisela Grothaus
Gisela Grothaus (* 20. Februar 1955 in Berlin) ist eine ehemalige deutsche Kanutin. Sie wurde 1972 Olympiazweite im Kanuslalom. 
Die Kanutin von Wiking Berlin, die im Flachwasser für den Kanuklub Charlottenburg antrat, war 1970 deutsche Jugendmeisterin im Kanuslalom. Zur Vorbereitung auf die Olympischen Spiele 1972 wechselte sie zu Kanu Schwaben Augsburg (der Kanusportabteilung des TSV Schwaben Augsburg) und trainierte auf dem Augsburger Eiskanal, auf dem 1972 die erstmals bei Olympischen Spielen ausgetragenen Wettbewerbe im Kanuslalom stattfanden. Für die Bundesrepublik traten Ulrike Deppe, Gisela Grothaus und Magdalena Wunderlich an. Während Deppe nur Siebte wurde, sorgten Grothaus mit Silber und Wunderlich mit Bronze für zwei bundesdeutsche Medaillen hinter Angelika Bahmann aus der DDR. Dafür wurde sie am 11. September 1972 mit dem Silbernen Lorbeerblatt ausgezeichnet.
Grothaus, die 1973 und 1975 Deutsche Meisterin im Kanuslalom war, feierte ihre größten Erfolge im Wildwasser-Kanu. 1973, 1975 und 1977 war sie Weltmeisterin in der Einzelwertung, 1979, 1981 und 1983 belegte sie jeweils den zweiten Platz. In der Mannschaftswertung gewann sie 1973, 1977, 1981 und 1983 den Titel, 1979 gewannen die deutschen Kanutinnen Silber hinter den US-Amerikanerinnen. Bei Deutschen Meisterschaften auf dem Wildwasser gewann Grothaus von 1973 bis 1982 acht Titel.